# Emil Kuh

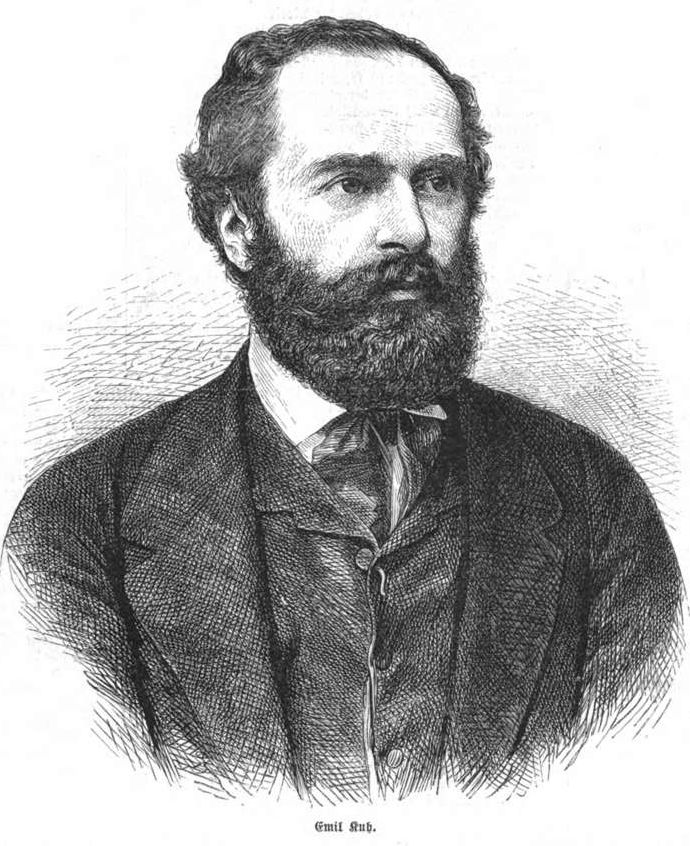
Emil Kuh, 1867

Emil Kuh (geboren 13. Dezember 1828 in Wien, Kaisertum Österreich; gestorben 30. Dezember 1876 in Meran, Österreich-Ungarn) war ein österreichischer Schriftsteller und Literaturkritiker.

## Leben
Emil Kuh trat nach der Matura in das väterliche Tuchhandelsgeschäft in Triest ein und war danach bei der Nordbahn in Troppau beschäftigt.
Kuh traf 1849 Friedrich Hebbel und wurde dessen Freund, sein erster Biograph und der erste Herausgeber von dessen Werken (1865–1868).
Ab 1861 leitete er das Feuilleton der Österreichischen Zeitung, 1862 wurde er Mitarbeiter der Wiener Presse, 1867 der Wiener Zeitung. Ab 1864 war er Professor für deutsche Sprache und Literatur an der Wiener Handelsakademie. Wegen eines Lungenleidens suchte er Linderung auf Capri und zog nach Meran.
Seine Dichtung „Ihr Glocken von Marling“ wurde 1874 von Franz Liszt für Mezzosopran-Stimme und Klavier vertont. Das Lied wurde 1879 im Kahnt-Verlag (Leipzig) publiziert. Er gab mit Faust Pachler Friedrich Halms Werke in zwölf Bänden heraus.
Sein Sohn Paul Kuh-Chrobak wurde hoher Beamter und letzter Finanzminister Österreich-Ungarns.